# Гадди, Таддео
Таддео Гадди (итал. Taddeo Gaddi; 1290, Флоренция, Тоскана — 1366, Флоренция) — живописец итальянского проторенессанса флорентийской школы. Ученик и последователь Джотто ди Бондоне, представитель семьи потомственных художников Гадди.

## Семья флорентийских художников Гадди

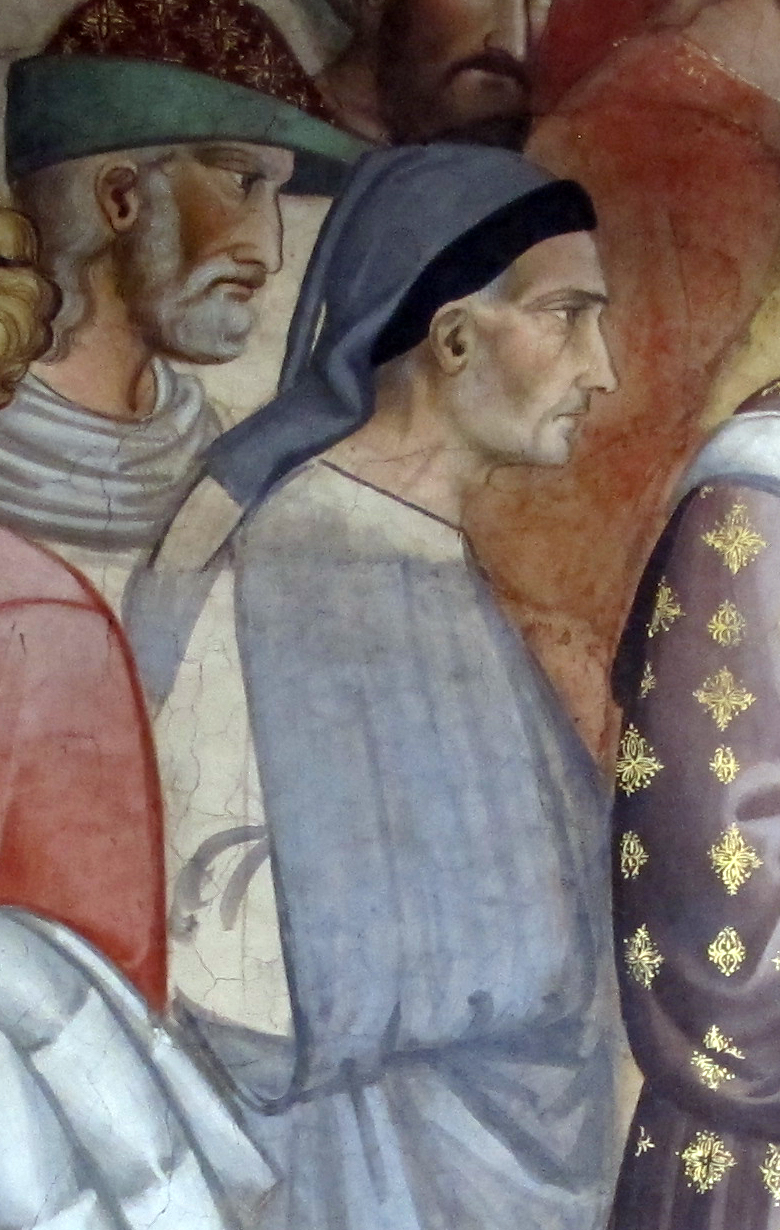
Аньоло Гадди. Предполагаемый портрет отца: Таддео Гадди. Деталь фрески. Главная капелла церкви Санта-Кроче, Флоренция

Таддео был сыном живописца и мозаичиста Гаддо ди Дзаноби (Gaddo di Zanobi), известного как Гаддо Гадди. В 1327 году Таддео вслед за Джотто и своим отцом был принят в «Гильдию медиков и аптекарей» (Arte dei Medici e Speziali), в которую в начале XIV века стали принимать живописцев. Сыновья Таддео Гадди также были художниками: живописец Джованни Гадди (после 1333—1383), живописец и скульптор Аньоло Гадди (ок. 1350—1396) и живописец Никколо Гадди; четвёртый сын, Дзаноби, не был художником, но успешно занимался торговлей, способствуя экономическому и социальному росту семьи. Пятым сыном был Франческо Гадди.

## Жизнь и творчество Таддео Гадди
Таддео Гадди работал в мастерской Джотто с 1313 до 1337 года, года смерти мастера. Таддео, как утверждал Джорджо Вазари, был наиболее талантливым учеником Джотто или, во всяком случае, тем, кто лучше всего сумел продолжить индивидуальный стиль выдающегося мастера и «остался в живописи по рассудительности и таланту одним из первых в этом искусстве, превосходя всех своих сотоварищей». В 1347 году он был упомянут во главе списка лучших живописцев Флоренции.
Атрибуции произведений Гадди базируются на сопоставлении с двумя подписанными им картинами: берлинским триптихом (Берлинская картинная галерея, инв. № 1079—1081, 1334 год) и «Мадонной с Младенцем» (Флоренция, Уффици, инв. № 3, 1355 год). Множество произведений Гадди, о которых сообщает, в основном, Вазари, в настоящее время утрачено. Среди его произведений наиболее важным является цикл фресок «История Девы Марии» в Капелле Барончелли базилики Санта-Кроче во Флоренции (1328—1338). Некоторое время спустя он расписал панели  для ризницы той же церкви, в настоящее время они разделены между Галереей Академии во Флоренции и музеями в Мюнхене: «Испытание огнём» (Prova del Fuoco), «Смерть рыцаря Челано» (la Morte del cavaliere di Celano, Старая пинакотека) и Берлине: «Сошествие Святого Духа на апостолов» и «Воскресение» (Pentecoste e Resurrezione, Берлинская картинная галерея). К позднему периоду его творчества относят фрески «Тайная вечеря» и [http://www.art-giotto.ru/txt/09gadd03.shtml «Древо жизни».
Таддео Гадди принимал участие в работе над «Полиптихом Стефанески» (Рим, Ватиканская пинакотека). Другие произведения Таддео Гадди: «Мадонна» (Берн), «Поклонение Волхвов» (Дижон), «История Иова» (Пиза, Кампо-Санто), «Мадонна с Младенцем с ангелами и святыми» (Флоренция, Уффици), «Мадонна, носящая во чреве» (итал. Madonna del Parto, Флоренция), полиптих из церкви Святой Фелицаты (Флоренция). Вазари сообщал также, что Таддео Гадди было доверено восстановление Понте Веккьо, однако в наше время это утверждение подвергают сомнению исследователи, считающие, что работа была поручена Нери ди Фьораванте. Вероятно, Гадди также достраивал верхнюю часть церкви Орсанмикеле и завершал колокольню Джотто собора Санта-Мария-дель-Фьоре.
Таддео Гадди в своём творчестве был типичным «джоттеском»; в более зрелых работах он, в целом следуя «византийскому стилю» (maniera greca), тем не менее, обладал ярко выраженной индивидуальностью, используя смелые пространственные построения с неожиданными эффектами освещения, почти уникальными для живописи треченто в центральной Италии. В тонкой моделировке лиц Таддео Гадди приближался к достижениям Мазо ди Банко.

## Галерея

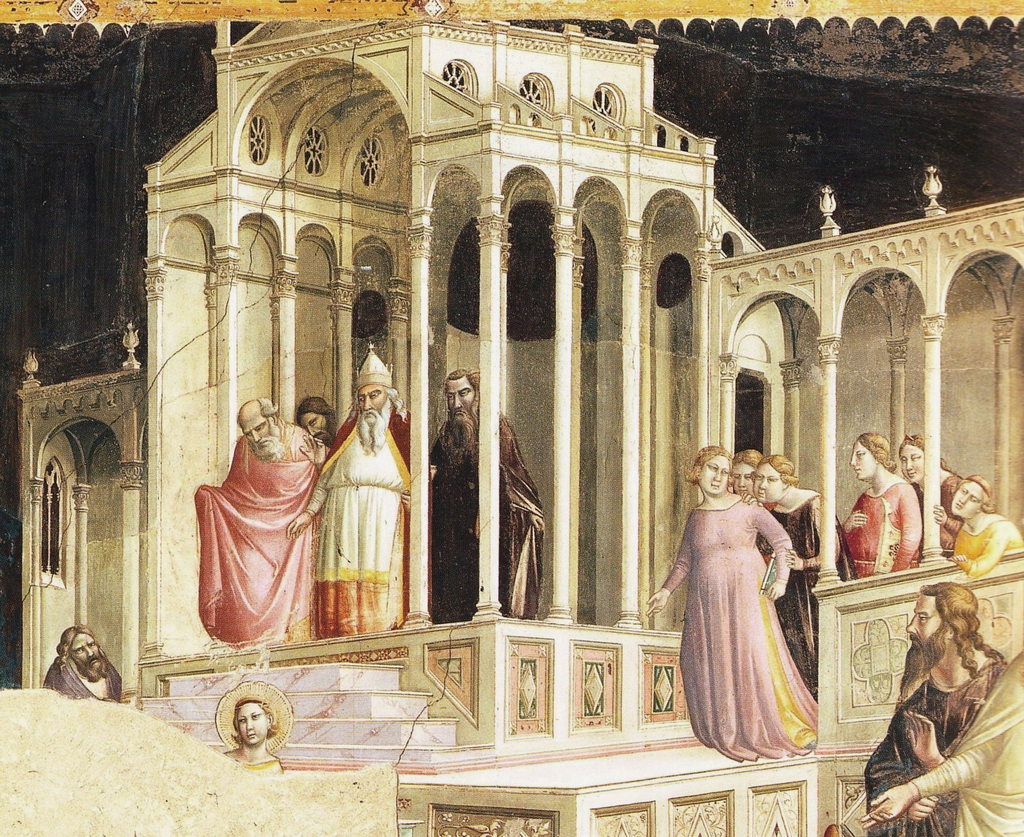
Введение Девы Марии во храм. Ок. 1335. Деталь. Фреска. Капелла Барончелли, церковь Санта-Кроче, Флоренция
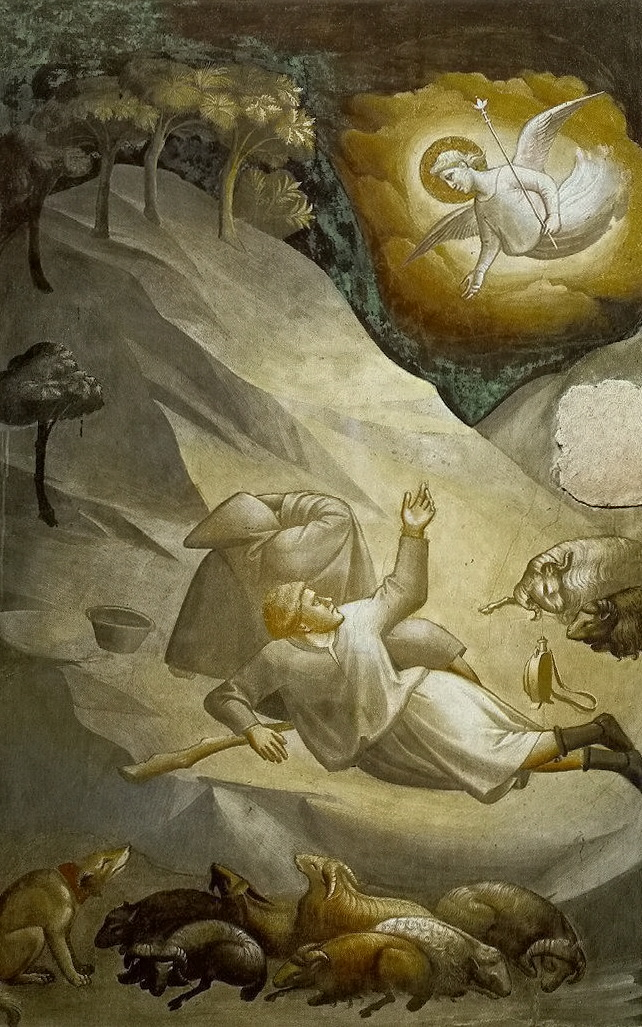
Явление ангела пастухам. 1338. Деталь. Фреска. Церковь Санта-Кроче, Флоренция
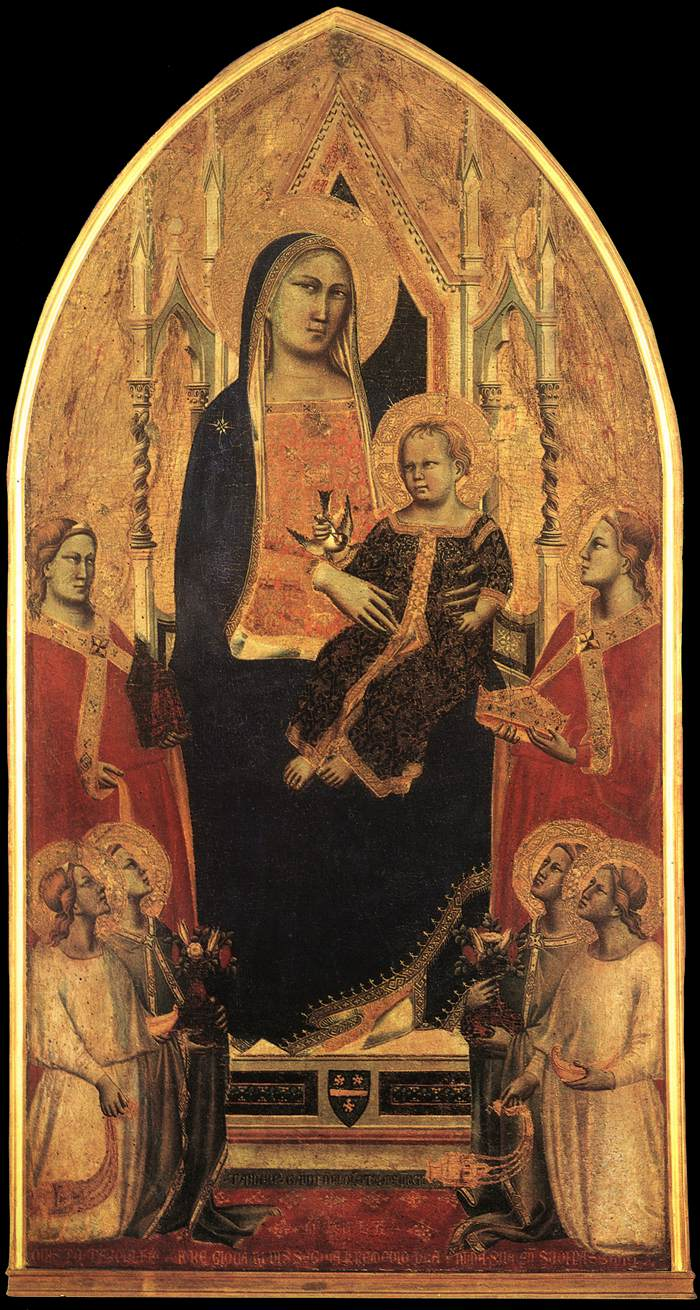
Мадонна с Младенцем на троне с ангелами и святыми. 1355. Дерево, темпера, золочение. Уффици, Флоренция
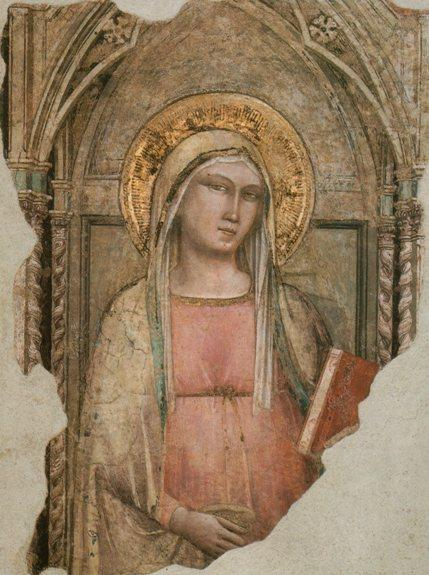
Maдонна дель Парто. Деталь фрески церкви Сан-Франческо-ди-Паола, Флоренция
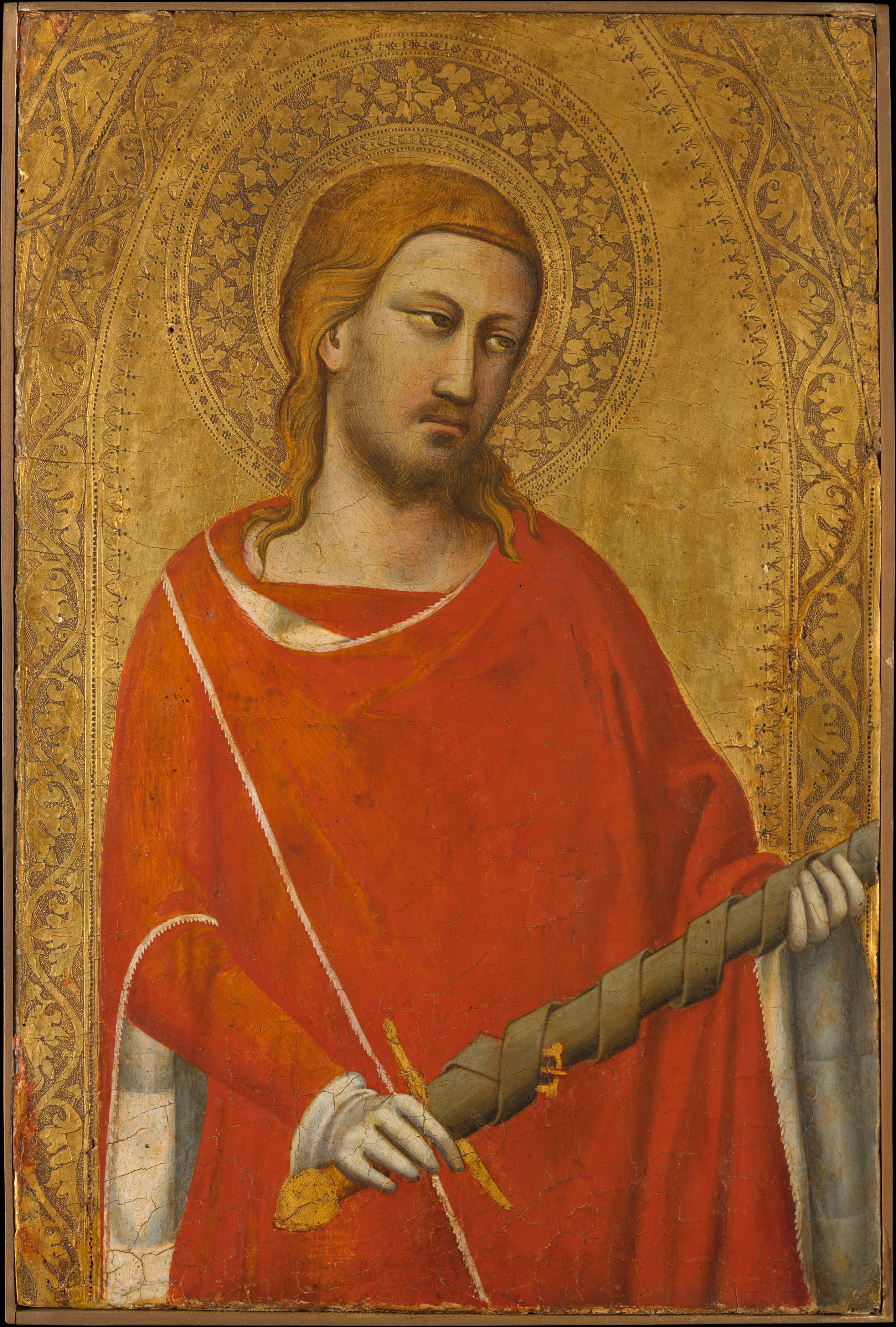
Святой Юлиан. 1340-е годы. Дерево, темпера, золочение. Метрополитен-музей, Нью-Йорк
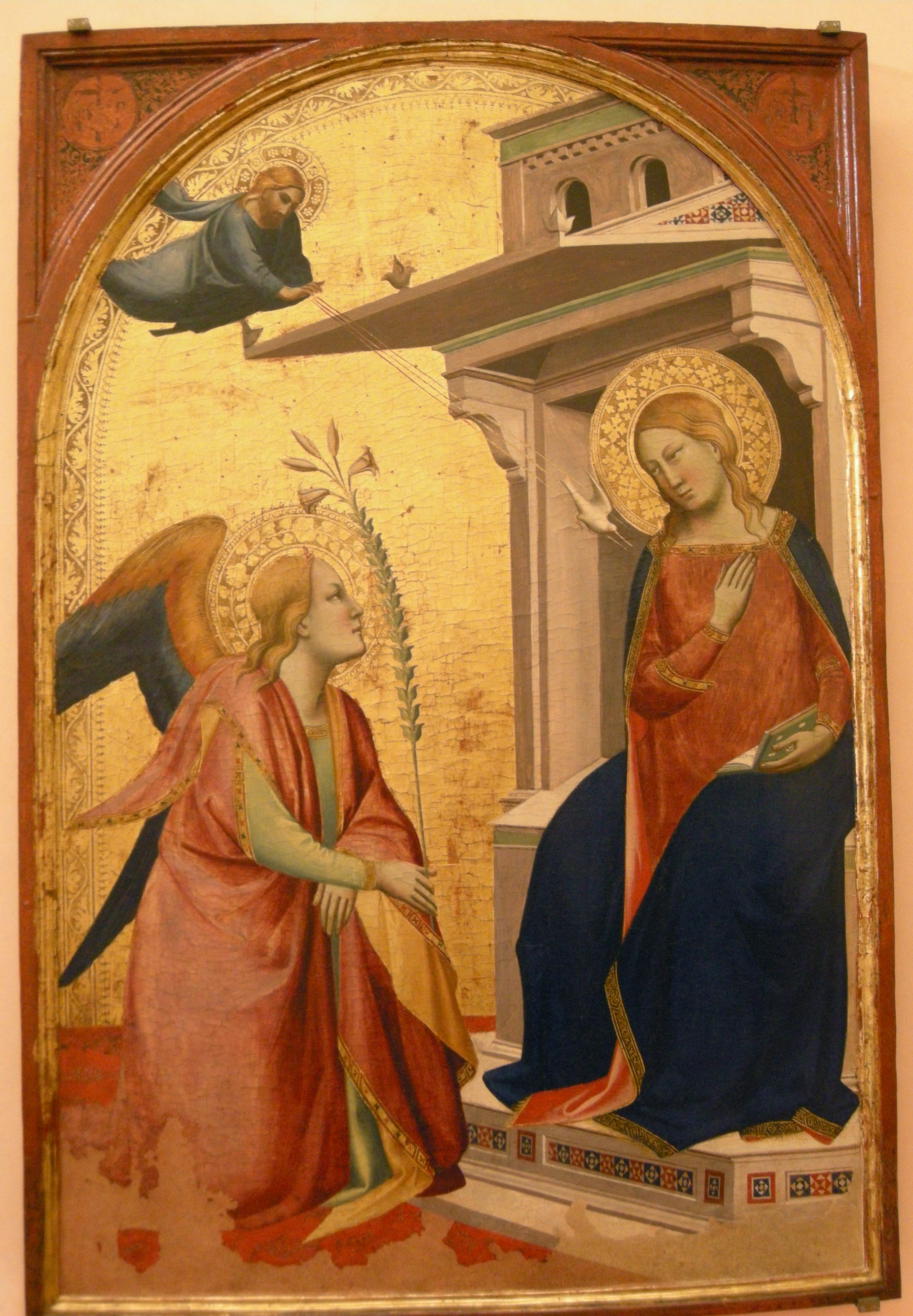
Благовещение. 1340—1345. Дерево, темпера. Музей Бандини, Фьезоле